# Apeadeiro de Atainde
O Apeadeiro de Atainde (nome tradicionalmente grafado pela C.P. como "Ataínde" mesmo após 1945) foi uma interface da Linha de Guimarães, que servia a localidade de Atainde, no concelho de Guimarães, em Portugal. O abrigo de plataforma situava-se do lado noroeste da via (lado esquerdo do sentido ascendente, a Fafe).

## História
Este apeadeiro situava-se no troço da Linha de Guimarães entre Trofa e Vizela, que entrou ao serviço em 31 de Dezembro de 1883, pela Companhia do Caminho de Ferro de Guimarães.
Em 1927, as companhias de Guimarães e da Póvoa fundiram-se na Companhia dos Caminhos de Ferro do Norte de Portugal, que por seu turno foi integrada na Companhia dos Caminhos de Ferro Portugueses em 1 de Janeiro de 1947.
Um despacho de 27 de Setembro de 1948, emitido pela Direcção Geral de Caminhos de Ferro, aprovou um projecto da Companhia dos Caminhos de Ferro Portugueses para aditamento à tarifa de telegramas particulares, no sentido de incluir o apeadeiro de Ataínde na relação das estações e apeadeiros que recebiam telegramas por caminho de ferro.
Atainde ainda figura no mapa oficial de 1985, mas não consta já do elenco de estações e apeadeiros desta linha após 2004, quando reabriu o segmento entre Guimarães e Lousado alterado para tracção eléctrica e bitola ibérica.